# Ranulph de Blondeville
Ranulph (ou Ranulf, Renouf) de Blondeville, né en 1170 et mort le 26 octobre 1232, 6e comte de Chester et 1er comte de Lincoln (à partir de 1217), vicomte héréditaire de l'Avranchin et du Bessin, est un important baron anglo-normand, fidèle à la dynastie angevine mais dont la loyauté dépend des lucratives faveurs dispensées par ses suzerains. Il est décrit comme « quasiment le dernier vestige de la grande aristocratie féodale de la conquête ».

## Biographie

### Premières années
D'après les Annales de Chester, une source généralement reconnue fiable, Ranulph est né en 1170. Il porte le nom de Ranulph (IV) de Briquessart. Il est le fils aîné d'Hugues de Kevelioc (1147-1181), 5e comte de Chester et vicomte d'Avranches, et de Bertrade de Montfort (1155-1227). Sa mère est plus probablement la sœur de Simon de Montfort que sa fille, comme les historiens l'ont longtemps cru. Les chroniqueurs contemporains rapportent sa petite stature physique.
Il succède au titre familial de comte de Chester à la mort de son père, en 1181, alors qu'il n'a que onze ans. Il est adoubé chevalier en 1189 ou plus probablement 1188, et entre alors en possession de son important héritage. Il devait, de par son immense fortune, soixante et un chevaliers à l'ost du roi.

## Parcours de Ranulph

### Les débuts
En 1188 ou 1189, il est marié à Constance (1161-1201), duchesse de Bretagne, veuve du fils d'Henri II d'Angleterre (1133-1189), Geoffroy II de Bretagne (1158-1186), et par ailleurs mère d'Arthur de Bretagne (1187-1203), qui contestera à Jean sans Terre (1166-1216) la couronne d'Angleterre. Henri II se défie de Constance et cherche à la marier à un baron de confiance afin de pouvoir contrôler le duché de Bretagne. Le mariage donne à Ranulph le contrôle de l'honneur de Richmond. Il utilise parfois le titre de « duc de Bretagne », mais il n'a jamais eu le contrôle du duché et n'y a pas non plus joué un rôle important.
En 1196, le roi d'Angleterre Richard Ier (1157-1199) fait du jeune Arthur, neuf ans, son héritier, et le convoque, lui et sa mère Constance, en Normandie. Constance quitte Nantes en direction de Rouen. Elle est arrêtée sur sa route à Pontorson par son propre mari, qui la retient prisonnière près d'un dans son château de Saint-James. Richard, furieux, marche sur la Bretagne à la tête de ses troupes, prêt à secourir son neveu. Arthur est secrètement emmené par son tuteur à la cour de France où il grandit auprès de Louis (1187-1226), fils du roi de France Philippe II (1165-1223).
En 1199, Constance échappe à son mari et leur mariage est dissous, pour abandon du foyer conjugal.
En 1200, Ranulph consolide son pouvoir en Normandie en épousant Clémence de Fougères (vers 1180-1256), fille de Guillaume de Fougères (1150-1187), veuve d'Alain de Dinan et sœur de Geoffroy de Fougères (1180-1212). Ranulph s'était opposé à Jean sans Terre en 1193, lorsque celui-ci avait tenté de profiter de la captivité de Richard Cœur-de-Lion pour s'emparer de la couronne anglaise, et en avait gardé de nombreux contacts avec des partisans de son ancien beau-fils, Arthur de Bretagne. Il passe l'essentiel de la période 1199-1204 en France, période pendant laquelle Jean sans Terre réussit à s'attacher la fidélité de Ranulph à prix d'or. En 1204, la réunion de la Normandie par Philippe Auguste lui fait perdre les vicomtés de Bayeux et d'Avranches.
Le roi d'Angleterre continue toutefois de douter du comte de Chester, probablement à raison. À l'hiver 1204-1205, Ranulph, soupçonné de traiter avec des Gallois révoltés, voire de vouloir se rebeller lui-même, se voit confisquer une grande partie de ses propriétés par le roi. Cet épisode semble l'avoir convaincu de montrer davantage de loyauté par la suite. Par la suite, le roi le comble de faveurs. En échange, Ranulph combat pour la Couronne dans les guerres galloises de Jean, entre 1209 et 1212, contribue à trouver un accord avec le pape en 1213-1214 et accompagne Jean dans le Poitou en 1214.
Loyal au roi en 1215-1216, il est au nombre des barons qui assistent à la signature de la Grande Charte en 1215. Il joue un rôle militaire de premier plan au cours de la guerre des barons du fait de l'importance de ses propriétés et du nombre de ses châteaux. Ranulph est, avec Guillaume le Maréchal (1147-1219) et les comtes de Derby et de Warwick, aux côtés du roi, alors que le reste de la noblesse s'oppose à lui ou maintient une prudente neutralité.
Ranulph de Blondeville est nommé en 1215 seigneur du comté de Lancastre avec le pouvoir de nommer des shérifs. En 1216, il est aussi Haut Shérif du Lancashire, Haut Shérif du Staffordshire et Haut Shérif du Shropshire.

### La régence
À la mort de Jean sans Terre en 1216, l'influence politique de Ranulph s'accroît encore. La cour, à Gloucester, s'attend à ce que Ranulph réclame la régence du jeune Henri III (1207-1272). Les événements se précipitent à Gloucester où se trouvent Guillaume le Maréchal et le jeune roi, en l'absence de Ranulph. Le Maréchal se voit offrir la régence par la noblesse et le clergé rassemblés à Gloucester avant que n'arrive Ranulph. Quoique d'aucuns aient redouté des troubles si Ranulph contestait cette décision, celui-ci, quand il arrive le 29 octobre 1216, n'émet aucune objection, annihilant tout risque de division entre barons.

### La campagne de 1217
Avant la mort du roi Jean sans Terre, les barons rebelles offrent le trône anglais à Louis, l'héritier du trône français. Le futur Louis VIII envahit le pays à l'été 1216 et prend Winchester. Ranulph de Blondeville met en balance son poids politique pour obtenir du roi la confirmation de la Grande Charte en 1216 et à nouveau en 1217 ; son expérience militaire est mise à profit pour défaire les rebelles à Lincoln en 1217. Ranulph, depuis le nord des Midlands, est chargé d'empêcher les barons venus du nord de faire jonction avec les troupes de Louis débarquées au sud.
Le comte choisit de mêler l'intérêt de l'État avec ses intérêts personnels en prenant pour cible le château du comte de Winchester, Saer de Quincy (1155-1219), à Mountsorrel dans le Leicestershire — d'où le grand-père de Ranulph (1099-1153) avait été chassé par les prédécesseurs du comte de Winchester. Ce dernier parvient à convaincre Louis d'envoyer une troupe au secours du château. À leur arrivée, Blondeville et l'armée royaliste ont levé le camp, s'étant portés à Lincoln pour secourir le château assiégé par les Français.
Guillaume le Maréchal et son armée ont également convergé vers Lincoln, depuis Northampton et les troupes royalistes commandées par Guillaume le Maréchal et Blondeville affrontent les Français et leurs alliés. Le sort des armes tourne en faveur des troupes loyales à Henri III et à l'issue de la bataille, quarante-six barons se retrouvent prisonniers du roi d'Angleterre, au nombre desquels les comtes de Winchester et d'Hereford et le comte de Lincoln, titre récemment créé par Louis. En reconnaissance de son soutien, à la suite de la bataille, Ranulph est créé comte de Lincoln par Henri III le 23 mai 1217.

### La cinquième croisade
En 1218, Ranulph de Blondeville décide d'honorer son vœu de se croiser, fait trois ans plus tôt, et prend la direction de l'est. Il croise la route du comte de Nevers (1173-1223) et du comte de La Marche (vers 1165-1219) à Gênes, en compagnie des comtes de Derby, d'Arundel et de Winchester. Tous font voile vers l'Égypte et le Nil. Un été brûlant succède à un hiver glacial, ce qui affecte lourdement le moral des Croisés. Au mois de septembre 1219, le sultan (vers 1177-1238), soucieux d'éloigner le conflit de Damiette, fait aux Croisés une offre qui les surprend — Bethléem, Nazareth, Jérusalem et le centre de la Palestine et de la Galilée, à la condition que les Croisés abandonnent leur projet de porter la guerre en Égypte. Ranulph de Blondeville se joint aux voix de ceux qui appellent à accepter l'offre, et reçoit le soutien de ses pairs anglais. Toutefois, Pélage Galvani (1165-1230), patriarche de Jérusalem, et les ordres militaires ne l'entendent pas ainsi. Les Croisés refusent finalement la main tendue et le 5 novembre se trouvent sous les murs de Damiette, faiblement défendus ; passant à l'attaque, ils s'assurent rapidement de la ville. Au retour de l'hiver, le mécontentement gronde au sein de l'armée. Le comte de Blondeville quitte Damiette en septembre 1220, avec les autres comtes anglais, laissant derrière lui une faible force sous les ordres de l'évêque Pélage et les ordres militaires. Il revient en Angleterre pour apprendre que Guillaume le Maréchal est mort et que le gouvernement est entre les mains d'Hubert de Burgh (1160-1243), comte de Kent.

### Les dernières années

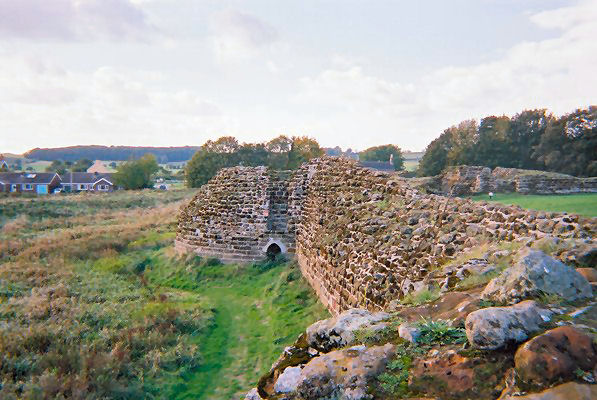
Les ruines du château de Bolingbroke, édifié par Ranulph.

De 1220 à 1224, les tensions vont croissant entre l'entourage du roi et les vieux loyalistes du roi Jean. Cela aboutit, à l'hiver 1223-1224, à un conflit ouvert quand Ranulph, avec d'autres, tente de résister à la politique d'Hubert de Burgh qui souhaite reprendre le contrôle sur la nomination des shérifs et récupérer les châteaux royaux. Ranulph fait bâtir, autour de 1220, le château de Bolingbroke à proximité de Spilsby dans le Lincolnshire (où naîtra, en 1367, Henri IV d'Angleterre), ainsi que le château de Chartley (dans le Staffordshire) et château de Beeston dans le Cheshire. Ranulph est brièvement fait châtelain du château de Wallingford. Il noue une alliance avec Llywelyn le Grand (1173-1240), dont la fille Hélène (1206-1253) est donnée en mariage au neveu et héritier de Ranulph, John le Scot (1206-1237), vers 1222.
Les dernières années de Blondeville le voient agir en sage homme d'État, assistant en 1225 à la confirmation de la Grande Charte, jouant un rôle éminent dans la dispute de 1227 au sujet des lois sur les Forêts et, comme vétéran, il mène l'armée d'Henri III lors d'une expédition malheureuse en Poitou en 1230-1231. Il prend le commandement de cette armée après la mort de Guillaume le Maréchal le Jeune (1190-1231). Il y montre de la vigueur et effectue une poussée en Anjou mais il ne sait empêcher les Français d'atteindre la frontière bretonne à la fin juin 1231. Ranulph met un terme à la campagne en concluant une trêve de trois ans avec le roi de France, expirant en 1234.
Le comte de Chester ne perd pas de vue la défense de ses intérêts personnels : en 1220, il parvient à soustraire certaines de ses propriétés à la carucage ; en 1225, les aides ne sont pas levées dans le Cheshire ; et en 1229, il s'oppose avec succès au collecteur d'impôts ecclésiastique. Son seul échec de taille, à la fin de sa vie, est de ne pas parvenir à échapper, en 1232, à l'imposition du quarantième sur ses terres.

## Mort de Ranulph

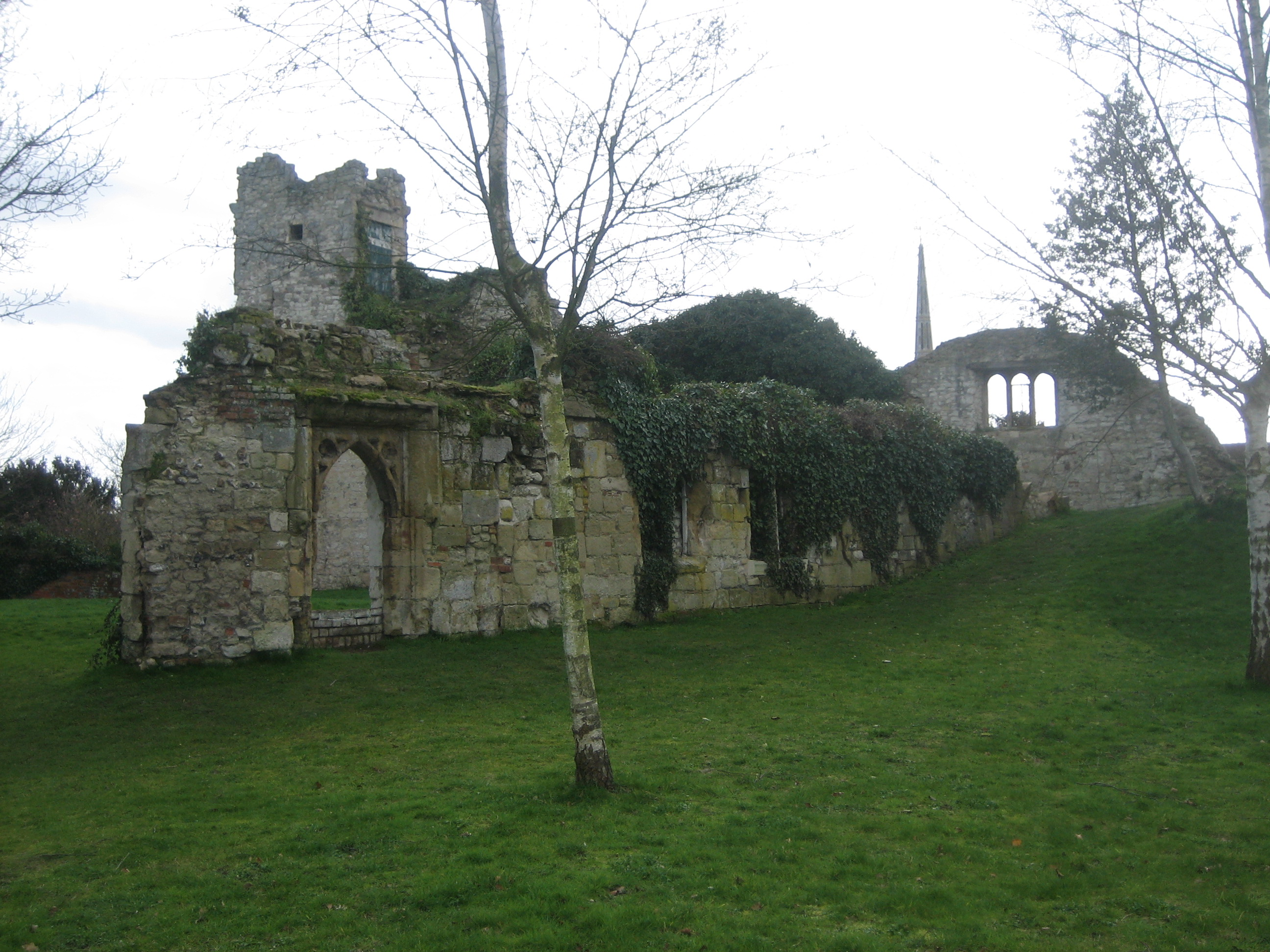
Château de Wallingford.

Ranulph de Blondeville meurt le 26 octobre 1232 à l'âge de soixante-deux ans. Ses viscères sont enterrés au château de Wallingford, son cœur à l'abbaye de Dieulacres qu'il avait fondée et le reste de son corps dans l'église abbatiale Saint-Werburgh à Chester. Ses diverses propriétés sont partagées entre ses quatre sœurs Mathilde (ou Maud), Mabel, Agnès (ou Alice) et Hawise en qualité de cohéritières.
La deuxième sœur de Ranulph, Mabel (morte après 1232), et sa sœur aînée Mathilde (1171-1233) se partagent les possessions avec leurs deux autres sœurs. La troisième sœur de Ranulph, Agnès (†1247) hérite, en sus d'une partie des possessions en partage avec ses sœurs, des terres entre la Ribble et la Mercy, le château de Powis près de Welshpool au pays de Galles, château de Chartley dans le Staffordshire et une terre à Bugbrooke dans le Northamptonshire. La plus jeune sœur de Ranulph, Hawise, hérite de l'honneur et du château de Bolingbroke, entre autres propriétés comme Lindsey et Halland dans le Lincolnshire, et une partie des autres propriétés reçues en partage avec sa sœur,.
Ranulph avait rédigé un testament dont les termes avaient été validés par le roi Henri III. Dans celui-ci, il fait don du titre de comte de Lincoln à Hawise, la plus jeune de ses sœurs. Lorsque Ranulph tombe malade à la cour d'Angleterre, en mai 1232, le roi entreprend de réaliser ce terme du testament, et peu après Hawise devient officiellement comtesse de Lincoln suo jure. Avec l'assentiment du roi, elle le transmet rapidement à son gendre John de Lacy (1192-1240), époux de sa fille Marguerite de Quincy (vers 1206-1266). Tous deux sont formellement investis par Henri III comme comtesse et comte de Lincoln le 23 novembre 1232,.
À peine un mois après la mort de Ranulph, le titre de comte de Chester passe à son neveu John le Scot, le fils de sa sœur Mathilde, ce qui laisse penser qu'un accord avec le roi avait été trouvé avant sa mort.

#### Sources utilisées pour la rédaction de l'article
- (en) Richard Eales, « Ranulf (III), sixth earl of Chester and first earl of Lincoln (1170–1232) », Oxford Dictionary of National Biography, Oxford University Press, édition en ligne, octobre 2008.
- (en) T. Agnew et J. Zanetti, History of the foundations in Manchester of Christ's College, Chetham's Hospital, and the Free Grammar School, 1848 (lire en ligne), p. 42
- (en) John Burke, A general and heraldic dictionary of the peerages of England, Ireland, and Scotland, Londres, Colburn and Bentley, 1831 (lire en ligne)
- (en) « Charles Cawley, England, earls created 1067-1122 », 10 avril 2012
- (en) Linda E Mitchell, Portraits of Medieval Women : Family, Marriage and Social Relationships in Thirteenth Century England, 1255-1350, Palgrave Macmillan, 2003, 185 p. (ISBN 978-0-312-29297-3, lire en ligne)
- (en) J. Saunders, History of the county of Lincoln,from the earliest period to the present time, vol. 2, 1834 (lire en ligne)
- (en) William Stubbs, The constitutional history of England in its origin and development, vol. 2, Clarendon Press, 1874 (lire en ligne)
- (en) MW Thompson, « The Origins of Bolingbroke Castle, Lincolnshire », Medieval archaeology, vol. 10,‎ 1966, p. 152–158 (lire en ligne)

#### Autres ouvrages sur le sujet
- (en) Iain Soden, Sir Ranulf de Blondeville : The First English Hero, Amberley Publishing, 2009, 160 p. (ISBN 978-1-84868-693-9 et 1-84868-693-5)
- (en) Christopher Tyerman, Who's who in Early Medieval England, 1066–1272, Stackpole Books, 2001, 386 p. (ISBN 0-8117-1637-6)